# Cerodontha fumipennis
Cerodontha fumipennis är en tvåvingeart som beskrevs av Zlobin 1993. Cerodontha fumipennis ingår i släktet Cerodontha och familjen minerarflugor. Inga underarter finns listade i Catalogue of Life.